# TommySoftware
TommySoftware war ein deutscher Entwickler und Publisher von Grafikanwendungen primär für den Atari ST und für Microsoft Windows. Gründer und Geschäftsführer war Thomas Maier. Das Unternehmen war Karrierestartpunkt für verschiedene Personen, die heute in anderen Bereichen des öffentlichen Lebens bekannt sind.

## Produkte

### Atari ST
- PuzzlePuzzle – ein Puzzlespiel in Anlehnung an Gödel, Escher, Bach. Hierfür komponierte der mittlerweile bekannte Schriftsteller Andreas Maier, jüngerer Bruder von Geschäftsführer Thomas Maier, die Musik des Spiels. Sie war an Minimalmusik von Philip Glass angelehnt und sollte dem Avantgardismus von TommySoftware Ausdruck verleihen.
- MegaPaint, MegaPaint II ST, MegaPaint Junior[1] – das erste Grafikprogramm, mit dem man jeden Pixel auf einer gedruckten A4-Seite verändern konnte.
- Dizzy Wizzard[2] – Geschicklichkeitsspiel
- StarTrash-Spiel
- SoundMachine[3] – das erste polyphone Musikprogramm
- SoundMerlin
- Trashheap[4] – eines der ersten 3D-Spiele
- LisPas II ST[5] – KI, sehr früh
- 1st Freezer, 1st Speeder[6] - Utilitysoftware
- Grafstar[7] – Grafikeditor
- MusiX32[8] – Musikeditor

### IBM DOS
- MegaPaint PC – eine innovative Software, die jedoch auf manchem PC mit 640K Probleme hatte, da nicht genug Speicherplatz vorhanden war

### Windows
- WINCAD, das Profi-CAD – erschien in den Versionen WINCAD (Starter, Standard, Plus), WINCAD RELEASE 2, 3[9]
- TommySoftware CAD/DRAW
- TommySoftware WinSketch[10]
- MegaPaint für Windows
- TommySoftware Tek Illustrator[11]

### Bücher
- TommySoftware CAD/DRAW Tutorial (Timo Bierbaum u. a.)
- WINCAD Tutorial (Timo Bierbaum)

## Geschichte
Das Unternehmen wurde 1981 in Friedberg (Hessen) gegründet und entwickelte zuerst Büroanwendungen für den Apple II sowie den Apple III. Der Umzug nach – damals West-Berlin – erfolgte 1985. Mit dem Aufkommen des Atari-ST-Computers begann das Unternehmen 1985 mit der Entwicklung vielfältiger Softwareanwendungen aus den Bereichen Spiele, Grafiksoftware und Musik. Es folgten zahlreiche Messeauftritte. Zu dieser Zeit galt TommySoftware als Avantgarde der Berliner Software-Kreativen. Aufgrund der hohen Nachfrage nach Grafikanwendungen beschloss die Geschäftsleitung 1988, mit der Entwicklung von PC- und Windows-Anwendungen zu beginnen. Auf der CeBIT 1991 wurde mit WINCAD die erste Windowsanwendung dem breiten Publikum vorgestellt. 
Dabei schrieb TommySoftware Rechtsgeschichte: Dem Unternehmen wurde am letzten Tag der Messe CeBIT 1991 eine einstweilige Verfügung der North American Software GmbH zugestellt, in der sie den Vertrieb der Software untersagte, da sie deren Namensrechte an WINCAD verletze. In einer Gerichtsentscheidung des Bundesgerichtshofs (Urteil vom 15. Januar 1998, Az.: I ZR 282/95) wurde dem Berliner Unternehmen TommySoftware jedoch Recht gegeben. Relevant und rechtsgeschichtlich bedeutend war dieses Urteil des Bundesgerichtshofs vor allem in Bezug auf die offene Frage der Priorität von Warenzeichenanmeldungen vor der Erstbenutzung.
1992 stellte TommySoftware auf der CeBIT als Pionier in Sachen Umweltschutz seine Software auf einem Stand aus zu Designer-Möbeln umgewandeltem Computer-Schrott vor und erhielt dafür den Preis für den innovativsten Messestand.
1995 gewann die US-Niederlassung TommySoftware North America Inc. den begehrten SIC Award für das beste Grafikprogramm Tek Illustrator.
Es folgten weitere Grafikanwendungen, die in der Folgezeit auch über Niederlassungen in New York City und San Francisco vertrieben wurden. Dazu wurden entsprechende Gesellschaften in den USA gegründet.

## Bekannte ehemalige Mitarbeiter
- Andreas Maier
- Uta Glaubitz
- Michael R. Richter
- Bernhard Beutler
- Jörg Tochtenhagen
- Timo Bierbaum